# Charles de Calabre
Charles d'Anjou (né en 1298 à Naples et mort le 9 novembre 1328), fils de Robert le sage, roi de Naples et de Yolande d'Aragon, est duc de Calabre de 1309 jusqu'à sa mort en 1328.

## Biographie
Son père le nomma vice-roi de Naples en 1318 quand il partit secourir Gênes. En 1325, il tenta de conquérir la Sicile, mais sans succès. Florence l'appela et lui donna la seigneurie pour qu'il la défende, mais il se montra plus habile à prélever des taxes qu'à attaquer les ennemis. En 1325, il entama la construction de la chartreuse de San Martino, sur les hauteurs de Naples.
Il mourut jeune,  le 9 novembre 1328, et avant son père.

## Mariages et enfants
Il épouse, en 1316, Catherine de Habsbourg (1295 † 1323), fille d'Albert Ier de Habsbourg, empereur germanique, et d’Élisabeth de Tyrol, qui meurt le 15 janvier 1323. Le couple n'a pas d'enfant de ce mariage.
Il se remaria à Paris le 11 janvier 1324 avec Marie de Valois (1309 † 1328), fille de Charles de France, comte de Valois et de Mahaut de Châtillon, et eut :
- Eloïse (1325 † 1325)[1] ;
- Marie (1326 † 1328)[1] ;
- Charles Martel (1327 † 1327)[1] ;
- Jeanne Ire de Naples (v.1326 † 1382), reine de Naples[1] ;
- Marie (1328 † 1366)[1], mariée successivement à Charles de Durazzo, Robert des Baux et Philippe II de Tarente.